# Belfagor arcidiavolo
Belfagor arcidiavolo ou Il demonio che prese moglie é um conto de Niccolò Machiavelli. Foi escrita entre 1518 e 1527 e publicada com as obras coletadas de Maquiavel em 1549. Também é conhecida pelos títulos La favola di Belfagor Arcidiavolo.
Uma versão abreviada do conto (favola) de Maquiavel foi publicada sob o nome de Giovanni Brevio em 1545. Giovanni Francesco Straparola incluiu sua própria versão como a quarta história da segunda noite em seu Le piacevoli notti (1557). Outras versões se seguiram, incluindo um poema de Luigi Pirandello e uma adaptação para o palco de Morselli que foi produzida em 1921.
A história do "diabo leva uma esposa" influenciou várias obras inglesas: uma versão dela ocorre na conclusão de Rich His Farewell to Military Profession (1581), de Barnabe Rich. A popular peça Grim the Collier of Croydon (publicada em 1662) mostra a influência de Maquiavel. Uma tradução para o inglês do trabalho de Maquiavel foi publicada em Londres em 1647 como The Devil a Married Man: ou The Devil Hath Met With His Match. Isso foi adaptado para uma peça chamada The Devil and the Parliament (1648), que foi seguida por Belphegor de John Wilson, ou The Marriage of the Devil (1691).
O escritor e satirista romeno Ion Luca Caragiale também escreveu uma versão da história, intitulada Kir Ianulea. Em sua versão, o demônio assume a forma humana de um comerciante grego que chega a Bucareste. O enredo é mais ou menos semelhante ao original, o autor até mencionando a história de Maquiavel.